# Поца ди Фаса
Поца ди Фаса (итал. Pozza di Fassa) је насеље у Италији у округу Тренто, региону Трентино-Јужни Тирол.
Према процени из 2011. у насељу је живело 1462 становника. Насеље се налази на надморској висини од 1305 м.

## Становништво
Према резултатима пописа становништва 2011. у општини је живело 2.138 становника.
| 1931. | 1936. | 1951. | 1961. | 1971. | 1981. | 1991. | 2001. | 2011. |
| ----- | ----- | ----- | ----- | ----- | ----- | ----- | ----- | ----- |
| 1.092 | 1.082 | 1.244 | 1.250 | 1.426 | 1.621 | 1.668 | 1.787 | 2.138 |